# Robert Joseph McManus
Robert Joseph McManus (Providence, 5 luglio 1951) è un vescovo cattolico statunitense, dal 9 marzo 2004 vescovo di Worcester.

## Biografia
Robert Joseph McManus è nato a Providence, nel Rhode Island, il 5 luglio 1951 da Edward W. McManus e Helen F. (nata King).

### Formazione e ministero sacerdotale
Ha frequentato la Blessed Sacrament School di Providence e l'Our Lady of Providence Seminary High School. Ha compiuto gli studi secondari e di filosofia presso il seminario "Nostra Signora della Provvidenza" a Warwick. Ha conseguito il Master of Arts presso l'Università Cattolica d'America a Washington e il Master of Divinity presso la Toronto School of Theology.
Ha svolto il servizio di diacono per un anno presso la parrocchia di Nostra Signora della Misericordia a East Greenwich. Il 27 maggio 1978 è stato ordinato presbitero per la diocesi di Providence da monsignor Kenneth Anthony Angell, vescovo di Burlington. In seguito è stato cappellano temporaneo al St. Joseph Hospital nel 1978; vicario parrocchiale della parrocchia di San Matteo a Cranston dal 1978 al 1981; vicario parrocchiale presso la parrocchia di Sant'Antonio a Providence dal 1981 al 1982 e cappellano cattolico presso il Community College of Rhode Island (CCRI) a Warwick con residenza nella parrocchia di Sant'Antonio a Providence dal 1982 al 1984. Nel 1984 è stato inviato a Roma per studi. Ha preso residenza presso la Casa Santa Maria del Pontificio collegio americano del Nord. Il 1º luglio 1987, quando non aveva ancora concluso gli studi, è stato nominato direttore dell'Ufficio diocesano per la formazione ministeriale. Ha poi conseguito il dottorato in teologia morale presso la Pontificia Università Gregoriana. Nel luglio del 1987 è tornato in diocesi e preso residenza presso la parrocchia di San Luca a Barrington. Il 9 novembre di quell'anno è stato nominato vicario diocesano per l'educazione mantenendo l'incarico di direttore dell'ufficio di formazione ministeriale e la residenza presso la parrocchia di San Luca. Il 4 ottobre 1990 ha assunto l'incarico aggiuntivo di consulente teologico e redattore editoriale per il quotidiano The Providence Visitor. Il 26 giugno 1998 è stato nominato anche rettore del seminario "Nostra Signora della Provvidenza". Ha lasciato la parrocchia di San Luca per prendere residenza in seminario e ha assunto la responsabilità dell'assistenza nel fine settimana presso la parrocchia di Santa Margherita a Rumford.
Il 28 febbraio 1997 è stato nominato prelato d'onore di Sua Santità.

### Ministero episcopale
Il 1º dicembre 1998 papa Giovanni Paolo II lo ha nominato vescovo ausiliare di Providence e titolare di Allegheny. Ha ricevuto l'ordinazione episcopale il 22 febbraio successivo nella cattedrale dei Santi Pietro e Paolo a Providence dal vescovo di Providence Robert Edward Mulvee, co-consacranti il vescovo emerito della stessa diocesi Louis Edward Gelineau e il vescovo di Burlington Kenneth Anthony Angell. Ha continuato a prestare servizio come direttore dell'ufficio diocesano per la formazione ministeriale e rettore del seminario per qualche tempo e poi è stato nominato vicario generale.
Il 9 marzo 2004 lo stesso pontefice lo ha nominato vescovo di Worcester. Ha preso possesso della diocesi il 14 maggio successivo.
Il vescovo McManus ha criticato il College of the Holy Cross di Worcester per aver affittato "spazio sacro" alla Massachusetts Alliance on Teen Pregnancy per dei seminari. Ha espresso l'opinione che vi si insegnassero cose che violavano gli insegnamenti della Chiesa cattolica. Il 10 ottobre 2007 ha rilasciato una dichiarazione in cui ha reso note le sue critiche alla conferenza.
Nel giugno del 2012, su istruzioni di McManus, i funzionari diocesani hanno rifiutato di vendere una proprietà della diocesi, un palazzo storico di Northbridge, a una coppia gay sposata. La proprietà era stata utilizzata come centro ritiri senza scopo di lucro affiliato alla Chiesa. A settembre la coppia ha intentato una causa contro il vescovo e altre parti coinvolte nei negoziati, citando un'e-mail in cui i funzionari ecclesiastici hanno ritirato la vendita "a causa della possibilità che vi si tenessero dei matrimoni gay".
Un avvocato della diocesi ha affermato che lo statuto antidiscriminazione del Massachusetts prevede un'esenzione per le istituzioni religiose. Ha detto: "Se un'entità religiosa non deve permettere che la sua proprietà sia utilizzata per i matrimoni gay, cosa su cui siamo tutti d'accordo, perché la proprietà religiosa deve essere venduta a un'organizzazione se verrà utilizzata per un matrimonio gay?". Il procuratore generale del Massachusetts Martha Coakley ha presentato una memoria a sostegno dei querelanti dove si affermava che "riteniamo che questa famiglia sia stata ingiustamente discriminata dalla diocesi quando si è rifiutato di vendere loro proprietà in base al loro orientamento sessuale. [...] E nessuna persona ragionevole penserebbe che un matrimonio avvenuto in una proprietà non più ecclesiastica abbia ricevuto l'avallo di quella Chiesa". Il dibattimento è stato fissato dalla Corte Superiore di Worcester il 22 aprile 2014.
Il 4 maggio 2013, McManus è stato arrestato a Narragansett per guida in stato di ebbrezza e per l'avere lasciato la scena di un incidente rifiutando un test chimico. Dopo il presunto incidente, l'altra persona coinvolta nella collisione lo ha seguito e ha telefonato alla polizia. Secondo quanto riferito, McManus è stato arrestato circa 20 minuti dopo il fatto. In seguito ha dichiarato: "Ho commesso un terribile errore di giudizio guidando dopo aver consumato alcol a cena. Non ci sono scuse per l'errore che ho fatto, solo l'impegno a fare ammenda e ad accettare le conseguenze della mia azione. Ancora più importante, chiedo perdono dalle brave persone che servo, così come alla mia famiglia e ai miei amici, nella diocesi di Worcester e nella diocesi di Providence".
Dal 25 agosto 2020 al 14 dicembre 2020 è stato anche amministratore apostolico di Springfield.
Nel novembre del 2011 e nel novembre del 2019 ha compiuto la visita ad limina.
In seno alla Conferenza dei vescovi cattolici degli Stati Uniti è membro del sottocomitato per le questioni sanitarie. In precedenza è stato membro del comitato per l'amministrazione, membro del comitato per la dottrina, membro del comitato per l'educazione e presidente dello stesso fino al 2008.

## Genealogia episcopale
La genealogia episcopale è:
- Cardinale Scipione Rebiba
- Cardinale Giulio Antonio Santori
- Cardinale Girolamo Bernerio, O.P.
- Arcivescovo Galeazzo Sanvitale
- Cardinale Ludovico Ludovisi
- Cardinale Luigi Caetani
- Cardinale Ulderico Carpegna
- Cardinale Paluzzo Paluzzi Altieri degli Albertoni
- Papa Benedetto XIII
- Papa Benedetto XIV
- Papa Clemente XIII
- Cardinale Marcantonio Colonna
- Cardinale Giacinto Sigismondo Gerdil, B.
- Cardinale Giulio Maria della Somaglia
- Cardinale Carlo Odescalchi, S.I.
- Cardinale Costantino Patrizi Naro
- Cardinale Lucido Maria Parocchi
- Papa Pio X
- Cardinale Gaetano De Lai
- Cardinale Raffaele Carlo Rossi, O.C.D.
- Arcivescovo Moses Elias Kiley
- Cardinale Albert Gregory Meyer
- Vescovo Ernest John Primeau
- Vescovo Odore Joseph Gendron
- Vescovo Robert Edward Mulvee
- Vescovo Robert Joseph McManus

## Araldica
| Stemma | Titolare                                   | Descrizione |
|        | Robert Joseph McManus Vescovo di Worcester | Partito cucito: al primo d'azzurro alla croce gigliata d'oro, al capo d'argento a quattro torte di rosso, ordinate in fascia; al secondo d'azzurro alle chiavi d'oro e d'argento in decusse, alla croce ancorata d'argento attraversante. Ornamenti esteriori da vescovo. La croce è di tipo celtico per ricordare le origini irlandesi del vescovo. Motto: "Christus veritas splendor". |